# Chega
Chega! (portugiesisch Es reicht!, Jetzt reicht’s! bzw. Genug!, Abkürzung CH) ist eine rechtspopulistische und rechtsextreme politische Partei in Portugal.

## Geschichte
Gegründet wurde Chega vom promovierten Juristen und ehemaligen Finanzbeamten André Ventura, der noch 2017 als Spitzenkandidat der Partei Partido Social Democrata zum Stadtrat von Loures im Norden Lissabons gewählt worden war. Dieses Amt legte er jedoch nieder, trat aus der PSD aus und gründete Chega.
Zur Europawahl 2019 schloss sich Chega zusammen mit Partido Popular Monárquico und Partido Cidadania e Democracia Cristã zur Koalition BASTA! zusammen und erhielt 1,49 % der Stimmen. Dies reichte nicht für ein Mandat und die Zweckkoalition wurde aufgelöst. Bei der Wahl zum Portugiesischen Parlament im Oktober 2019 erhielt die Partei 1,3 % der Stimmen und errang damit einen Sitz im Parlament; diesen nahm der Vorsitzende André Ventura als Abgeordneter ein.
Am 1. Juli 2020 trat die Partei der rechtspopulistischen und rechtsextremen Europapartei Identität und Demokratie bei.
Bei der Wahl zum Portugiesischen Parlament 2022 erhielt die Partei 7,2 % der Stimmen und zog mit 12 Abgeordneten ins Parlament ein.
Ende Januar 2023 wurde André Ventura auf dem V. Parteitag von Chega mit 98,3 % der Stimmen als einziger Kandidat erneut zum Parteivorsitzenden gewählt.
Bei der Parlamentswahl 2025 konnte Chega ihre Position erneut verbessern und gewann 60 Sitze, womit sie zur zweitstärksten Partei im Parlament wurde. Die Partei übertraf die Umfragen, die ihren Stimmenanteil unter 20 % gesehen hatten, deutlich.

## Wählerbasis
Laut Luca Manucci, Forscher am Institut für Sozialwissenschaften (ICS) der Universität Lissabon, gehören zu den Wählern von Chega insbesondere ehemalige Sympathisanten der Volkspartei CDS-PP. Diese Wählerschaft sei eher männlich und verfüge über ein überdurchschnittliches Einkommen. Zu den Mitgliedern der Chega gehören auch ehemalige Mitglieder der PSD wie der Rechtsprofessor António Pinto Pereira und der Hochschullehrer und Politiker Tiago Moreira de Sá. André Ventura war bis 2018 selbst Mitglied der liberal-konservativen Partei PSD.

## Wahlprogramm
Die Partei präsentiert sich als „national, konservativ, liberal und personalistisch“. Sie nennt sich selbst Anti-System-Partei. Laut ihrem Manifest positioniert sie sich:
- Gegen Abtreibung und Sterbehilfe
- Gegen Rassismus und Kommunitarismus, die sich „gegen die europäischen kulturellen Wurzeln“ richten würden
- Gegen Oligarchie
- Gegen das öffentliche Bildungswesen und für das Verschwinden des Bildungsministeriums
- Gegen politische Korrektheit
- Für die volle Unterstützung der Justiz gegen die Oligarchie
- Gegen Unsicherheit
- Für eine IV. Republik
- Gegen Steuern, insbesondere progressive Steuern
- Für einen Staat, der sich auf königliche Funktionen beschränkt
- Verringerung der Zahl der Abgeordneten
- Für eine Rückkehr zur Gefängnisstrafe auf Lebenszeit und die chemische Kastration von Pädophilen
- Für eine Stärkung der portugiesischen Kultur
- Die Bewahrung von Werten und Traditionen
- Gegen „kulturellen Marxismus“
- Gegen die „Ideologie der Geschlechtertheorie“

## Rezeption und Deutung
Neben der typischen rechtspopulistischen Programmatik, wie Nationalismus, Populismus oder EU-Skepsis, tritt Chega für weniger Steuern, ein wesentlich kleineres Nationalparlament, eine Justizreform mit härteren Strafen für verurteilte Täter (z. B. die Schaffung einer lebenslangen Haftstrafe oder die chemische Kastration von pädophilen Sexualstraftätern) und ein Ende der Sozialhilfen für Menschen ein, die nicht arbeiten wollen.
„Chega ist eine radikale Partei, die gegen das System ist. Sie nennt sich selbst Anti-System-Partei. Politiker sind ihr Feindbild, Institutionen ebenfalls. Ihrer Meinung nach ist das alles verzichtbar“, meint der Soziologe Elisio Estanque von der Universität Coimbra, der sie mit der Alternative für Deutschland mit extremeren Positionen vergleicht.
Premierminister António Costa (Partido Socialista) nannte 2020 eine mögliche Koalition von Partido Social Democrata und Chega auf den Azoren, nach 24 Jahren Regierungsmehrheit der PS, einen Skandal, ein Überschreiten einer roten Linie.

## Wahlergebnisse

### Wahlen zum Portugiesischen Parlament
| Ergebnisse | Ergebnisse    | Ergebnisse    | Ergebnisse | Ergebnisse |
| Jahr       | Stimmenanzahl | Stimmenanteil | Sitze      |            |
| ---------- | ------------- | ------------- | ---------- | ---------- |
| 2019       | 66.442        | 1,3 %         | 1          |            |
| 2022       | 410.965       | 7,3 %         | 12         |            |
| 2024       | 1.169.836     | 18,1 %        | 50         |            |
| 2025       | 1.437.881     | 22,8 %        | 60         |            |

### Wahlen zum Europäischen Parlament
| Ergebnisse | Ergebnisse    | Ergebnisse    | Ergebnisse | Ergebnisse |
| Jahr       | Stimmenanzahl | Stimmenanteil | Sitze      |            |
| ---------- | ------------- | ------------- | ---------- | ---------- |
| 2019       | 49.496        | 1,5 %         | 0 1        |            |
| 2024       | 386.705       | 9,8 %         | 2          |            |